# Bastian Pinske
Bastian Pinske (1978. szeptember 9. –) német labdarúgó, az FC Brünninghausen hátvédje.